# Torsten Palm
Torsten Palm, švedski dirkač Formule 1, * 23. julij 1947, Kristinehamn, Švedska.
Torsten Palm je upokojeni švedski dirkač Formule 1. V sezonah 1970 in 1971 je osvojil prvenstvo Švedske Formule 3. V Formuli 1 je nastopil na dveh dirkah v sezoni 1975, Veliki nagradi Monaka, kjer se mu ni uspelo kvalificirati na dirki, in na domači dirki za Veliko nagrado Švedske, kjer je zasedel deseto mesto.

## Popolni rezultati Formule 1
(legenda) (odebeljene dirke pomenijo najboljši štartni položaj, poševne pa najhitrejši krog, †-uvrščen kljub odstopu)
| Leto | Moštvo         | Šasija      | Motor       | 1   | 2   | 3   | 4   | 5       | 6   | 7      | 8   | 9   | 10 | 11  | 12  | 13  | 14  | Prv | Toč |
| ---- | -------------- | ----------- | ----------- | --- | --- | --- | --- | ------- | --- | ------ | --- | --- | -- | --- | --- | --- | --- | --- | --- |
| 1975 | Polar Caravans | Hesketh 308 | Cosworth V8 | ARG | BRA | JAR | ŠPA | MON DNQ | BEL | ŠVE 10 | NIZ | FRA | VB | NEM | AVT | ITA | ZDA | -   | 0   |